# Nomada maculifrons
Nomada maculifrons är en biart som beskrevs av Smith 1869. Nomada maculifrons ingår i släktet gökbin, och familjen långtungebin. Inga underarter finns listade i Catalogue of Life.